# Hôtel de Villemaré
El hôtel de Villemaré u hôtel de Joubert es una antigua hôtel particulier ubicada en el n. 9, Place Vendôme en el 1 . de París .está situado al suroeste de la plaza y está contiguo al hotel Le Bas de Montargis  y el Hôtel de Simiane.
Fue construido entre 1706 y 1716, para el financiero Jean Bonaventure Le Lay de Villemaré, por el arquitecto Jean-Baptiste Bullet de Chamblain.
Desde 2016, es propiedad del banco central de Noruega, que lo adquirió por 1000 millones de euros.
Alberga las boutiques de las casas Jaeger-LeCoultre y Rolex.

## Historia

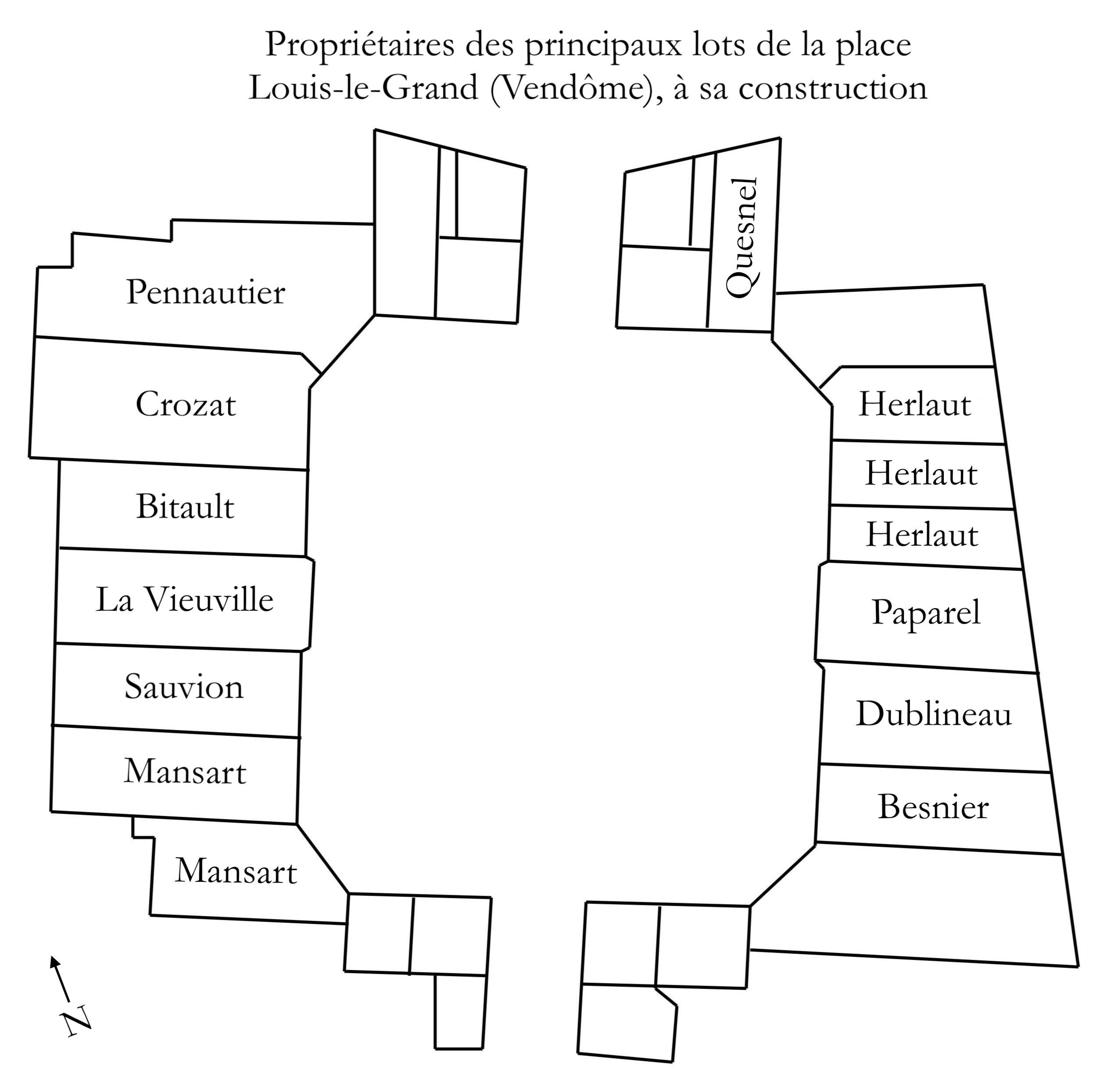
Distribución de lotes en la plaza.

El 3 de febrero de 1703, Jules Hardouin-Mansart adquiere de la ciudad de París el terreno correspondiente al n . 7 y en el n. 9 El paquete mide entonces 433 toesas.
El 1 de febrero de 1707 vendió estos dos lotes a su yerno Claude Lebas de Montargis, quien los revendio el 14 de diciembre de 1708 a Jean Bonaventure Le Lay de Villemaré, que hizo construir el edificio de 1708 a 1716 por el arquitecto Jean-Baptiste Bullet de Chamblain.

### Antiguo Régimen
El Lay de Villemaré muere el 29 de noviembre de 1743 y fue su hijo, Jean-Bonaventure Le Lay de Guébriant, quien heredó su fortuna y este edificio.
El 28 de octubre de 1747, lo alquiló a Pierre-Charles de Villette, secretario del rey y tesorero general del Extraordinario de Guerras por un contrato de arrendamiento de nueve años consecutivos desde el 11 de abril de 1748 por una renta de siete mil quinientas libras.  Sin embargo, debe precisarse que un plano de la Cancillería de 1747 incluido en varias obras y en particular por F. de Saint-Simon en su libro sobre la Place Vendôme, indica que el hotel fue alquilado al mismo tiempo a la Duquesa de Antin, a saber, Françoise Guillonne de Montmorency-Luxembourg, nieta por matrimonio de Madame de Montespan, con cuyo nieto, Louis, se había casado. Quizás se trate de una confusión o de una ubicación anterior a la de Pierre-Charles de Villette.
El 22 de abril de 1750, a su regreso de Colonia, Le Lay de Guébriant lo vendió, muebles incluidos, por 260 000 libras a François-Balthazar Dangé. Este último mandó realizar algunos trabajos, en particular la reparación de parte de los revestimientos del hotel por Jean-Baptiste Oudry.
Le encargó un gabinete de Fábulas sobre el tema de las Fábulas de La Fontaine, del que hoy quedan algunos fragmentos en el Museo de Artes Decorativas de París. Esta oficina está en el primer piso del hotel, ocupada por los apartamentos de la esposa del propietario, Anne Jarry.
Este último ocupando el entrepiso. Por lo tanto, el apartamento de Anne Jarry es significativamente más grande que el de su esposo, parcialmente truncado por la rotonda en la planta baja que conducía a la puerta cochera. También hay un minuto en el que se expresa el deseo de François-Balthazar Dangé de requisar parte del terreno de sus vecinos para ampliar el ala de la esquina del hotel. Sin embargo, la construcción no está probada.

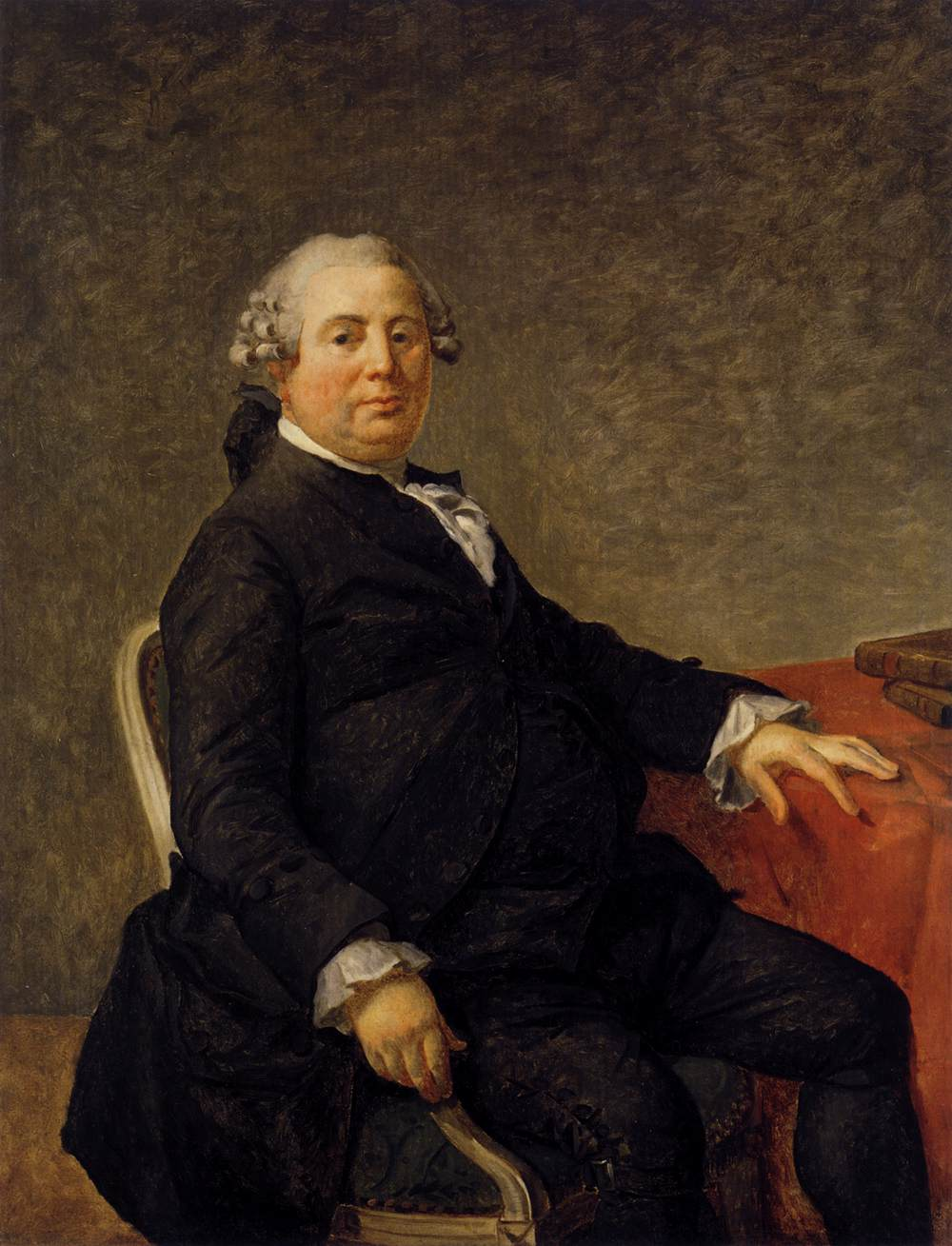
Retrato de Philippe-Laurent de Joubert por el pintor Jacques-Louis David hacia 1786.

Poco más de un año después de la muerte de François-Balthazar Dangé, el10 de mars de 1777 , el hotel fue nuevamente vendido por su sobrino René-François Dangé, Mariscal de los campamentos y ejércitos del Rey en la ciudad de Loches, por la suma de 300 000 libras al Tesorero de los Estados de Languedoc Philippe-Laurent de Joubert.
Sus herederos vendieron el hotel al Estado por 300 000 libras el 24 del año germinal II (13 de avril de 1794), precio al que de Joubert lo había adquirido. Fue alquilado al banquero Paulin desde 1797 y luego en 1791 a M. de Castellan.
En virtud de la Convención, el Estado reúne primero el Consejo para la Liquidación de la Deuda Pública, parte del cual se encontraba anteriormente en el n 9. Sus directores, Louis-Valentin Denormandie, y luego Jacques Defermon, lo ocuparon.
Bajo el Primer Imperio, se eliminó la deuda y se convirtió en la residencia del mayordomo de la propiedad de la Corona Imperial, el propio Defermon.
Bajo la Restauración, se inscribió entre los bienes de la Corona. Defermon fue reemplazado por el barón Eugène François d'Arnauld de Vitrolles, hasta 1816.
En 1818, se convirtió en la residencia del Gran Cazador de Francia, persona encargada de las cacerías reales. Fue el duque de Richelieu quien ocupó este cargo desde 1819. Su sucesor, a partir de 1824, será el mariscal Jacques Alexandre Law de Lauriston. Este último fue nombrado Ministro de Estado el 8 de agosto de 1824 y continuó ocupando el cargo hasta su muerte.
Después de la Revolución de julio, el conde Camille de Montalivet se convirtió en administrador de la lista civil y residió aquí. Fue sucedido temporalmente durante el período en que ocupó el Ministerio del Interior en el primer gobierno de Thiers, Agathon Jean François, Baron Fain, luego cuando ocupó el mismo cargo en el segundo gobierno de Molé, el Conde Taillepied de Bondy. El 31 de marzo de 1839, Camille de Montalivet recuperó su cargo de administrador de la lista civil y lo mantuvo hasta la revolución de 1848 .
Bajo la Segunda República, el 19 de noviembre de 1849, se convirtió en sede de la Primera División Militar y de la Guardia Nacional. Fue el general Changarnier el que estaba al mando de la división y se convirtió en el inquilino del hotel.
Habiendo restablecido el Segundo Imperio la posición de gran cazador,  se convirtió una vez más en su residencia. El primer inquilino fue el mariscal Magnan. A la muerte de este último, el mariscal Canrobert heredó el cargo.
Durante la Comuna, se conservó milagrosamente. El gobierno revolucionario hizo poner sellos en los apartamentos, que los insurgentes entonces no se atrevieron a romper. Estos últimos ocuparon sin embargo el resto del edificio en el que estaba instalada una tienda de ropa.
En 1870, bajo la Tercera República, el Departamento de Guerra recuperó su posesión y en 1880 instaló allí el gobierno militar de la ciudad de París. El personal está ubicado en el n. 7. En 1898, el gobierno militar y el estado mayor general se trasladaron al Hôtel des Invalides.
El 8 de junio de 1899 fue vendido a la Unión de Seguros de París por la suma de 1 600 100 francs. Previamente, el Museo del Louvre recuperó ciertos artesonados considerados de notable calidad, por iniciativa de Émile Molinier, conservador de obras de arte del museo.
En 1996, Union des insurances de Paris pasó a formar parte de Axa.
La parcela, que mide algo más de la mitad de los 1683 m2 de la parcela original (que ocupaba los números 7 y 9 de la place Vendôme), se compone de tres áreas. Sobre la plaza se levanta un edificio principal en doble profundidad. Está delimitado por la parte trasera por un gran patio, y se completa con un ala de esquina con trece ventanas que recorre el lado izquierdo de la parcela hasta el final y remata con una terraza.

### Diseño de interiores

#### Planta baja del hotel
Se compone únicamente de zonas comunes. Se estructura, en cuanto al edificio principal, en dos cuerpos, separados por el crucero central que da a la plaza, donde se ubica la entrada de carruajes. Esto se abre a una rotonda que conduce al patio interior.
En la parte izquierda de la puerta cochera se encuentran las cocinas del hotel y la despensa. En la parte derecha, se encuentran principalmente la caseta del portero, una habitación en la que se encontraba un depósito de agua (para el baño) así como una escalera de desahogo que daba servicio a todo el edificio.

Plano de la planta baja del Hôtel de Villemaré.

#### Entresuelo
Servido por la escalera principal, consiste en una antecámara circular que da a una gran biblioteca que se comunica en un gabinete-biblioteca. El siguiente es un dormitorio con alcoba, el que ocupa François-Balthazar Dangé cuando vivo aquí. Esta habitación conduce a una escalera que conduce a todos los niveles del hotel. Enfrente hay otro dormitorio, ocupado durante la época de Dangé por " M Garnier"  .
El gabinete-biblioteca del apartamento de Dangé se conserva ahora en el Museo del Louvre. Fue desmantelado en 1898, a petición de Émile Molinier. Esta parte del edificio queda a partir de entonces, en uso de apartamento cuando pasa a ser propiedad del Estado y se transformó en oficinas.
Si el entresuelo del edificio principal nos es particularmente conocido, ya que allí se encuentra el apartamento de François-Balthazar Dangé, la finca, el inventario después de la muerte y la venta del hotel a Philippe-Laurent de Jouvert se detallan meticulosamente, esto es sin embargo no es el caso del ala. De hecho, solo el testamento de François Dangé menciona esta zona para describir allí siete habitaciones de diez bahías servidas por un corredor que corre a lo largo de la pared contigua al Hôtel Lebas de Montargis. Estas habitaciones están ocupadas por zonas comunes.

Plano del entresuelo del Hôtel de Villemaré.

#### Primer piso
Sirve como apartamento para Anne Jarry, esposa de François-Balthazar Dangé. Posteriormente, se transforma como el resto del edificio en oficinas.
El primer piso del edificio principal está compuesto por un gabinete llamado Fábulas, que posiblemente sea del artista Jean-Baptiste Oudry. Está inspirado en el tema de las Fábulas de La Fontaine, cuyas representaciones están pintadas en los revestimientos del armario. Este mueble, desmontado como el mueble-biblioteca del entresuelo, se encuentra ahora expuesto en el Musée des Arts Décoratifs de París.
Originalmente estaba en la habitación ocupada por la quinta bahía con vistas a la Place Vendôme y era el tocador de Anne Dangé. La decoración del tocador se compone de 12 fábulas, 2 sobre lienzo sobre la puerta ( El caballo y el lobo, El ciervo enfermo ), 10 pintadas directamente sobre la madera ( El cuervo y la zorra, El gallo y la perla, La El león y el burro cazando, El lobo suplicando al zorro delante del mono, El ciervo viéndose en el agua, La rana y la rata, La liebre y las ranas, Los dos toros y una rana, El águila, Laie et la Chatte, La Lice et sa Compagne ). El Ciervo Enfermo, presente en 1898 durante el desmontaje del decorado, ha desaparecido y actualmente es sustituido por una creación XIX XIX ., El Lobo se convirtió en pastor . Sin embargo, quedan algunas dudas sobre la autenticidad de El ciervo enfermo, ya que esta fábula no entra en los primeros seis libros de las Fábulas de los que se toman todas las demás escenas del escenario.
El resto de la planta está formada por el propio apartamento de Anne Jarry con antecámara, dormitorio y estudio. También hay un comedor con vistas a la plaza y un salón de empresa. En el ala, dos comedores seguidos de otro apartamento con salón, dormitorio y despacho. Este último apartamento también fue desmantelado cuando se vendió el hotel y ahora se encuentra en el Museo del Louvre.
Tenga en cuenta también el segundo comedor del ala, que es particularmente grande y suntuoso. Tiene una gran mesa de piedra adosada a la pared, adornada con dos fuentes, pilastras y en su centro una hornacina ocupada por un antiguo. . El primer comedor es más íntimo, como lo demuestra la presencia no de una chimenea sino de una estufa empotrada en la pared

Plano del primer piso del Hôtel de Villemaré.

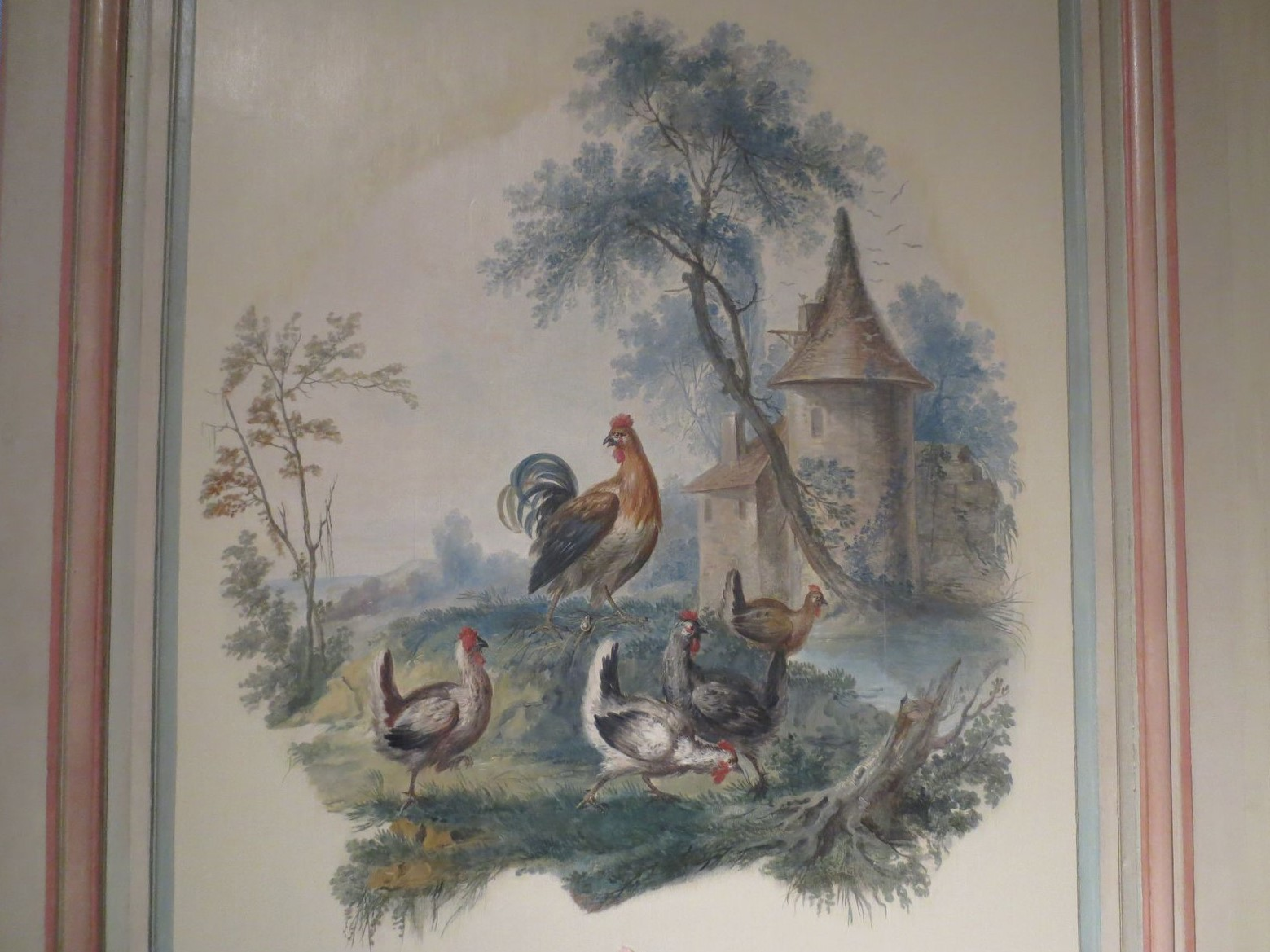
El gallo y la perla, hacia 1753.